# Netelia novoguineensis
Netelia novoguineensis là một loài tò vò trong họ Ichneumonidae.